# Un enfant de la balle
Un enfant de la balle (titre original : A Son of the Circus) est un roman de l'écrivain américain John Irving publié en 1994.